# Jordebok
Jordebok är en förteckning över jordegendomar som underlag för beskattning med uppgifter om gårdens läge, storlek, avkastning, ägarens namn med mera.
De äldsta bevarade är från Frankrike på 700-talet och kallas polyptyker. Mest känd är Domesday Book från 1085 i England. I Norden fanns dessa från 1240 i Danmark (Valdemars jordebok) och 1400-talet i Norge (Biskop Eysteins "Röda bok" och Aslaks Bolts jordebok).

## Sverige

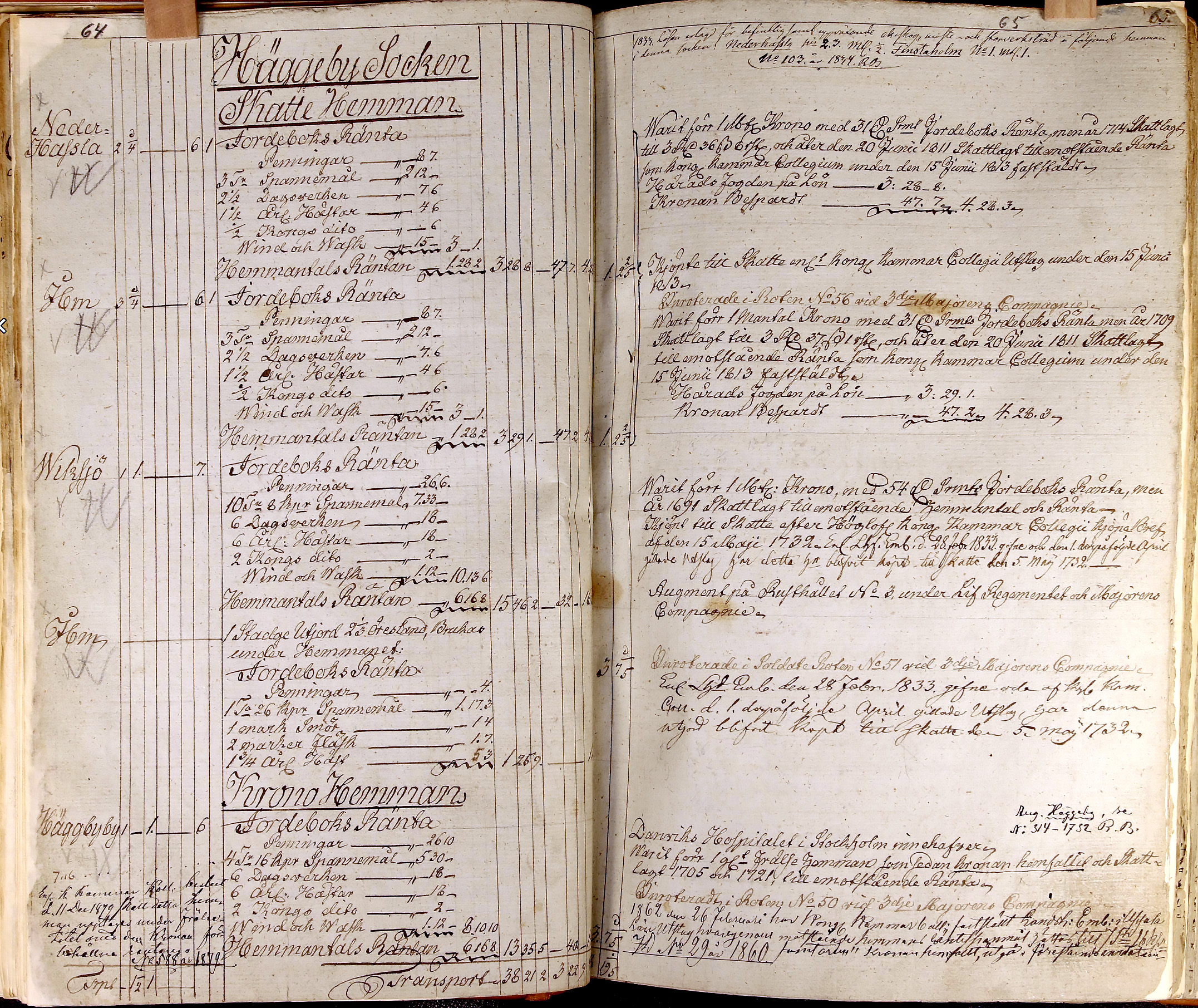
Ett exempel på en jordebok: 1825 års jordebok för Uppsala län och ett uppslag med Häggeby socken. Först redovisas skattehemmanen. Överst hemmanet Neder-Hassla nr 2 om 1/4 mantal, sedan följer Neder-Hassla nr 3 om 1/4 mantal, Wiksjö nr 1 om 1 mantal, etcetera. För varje hemman redovisas hur mycket skatt de skulle betala årligen. På högersidan finns diverse upplysningar och förklaringar. Bild från ArkivDigital.

Den äldsta kända svenska jordeboken är Vårfruberga klosters jordebok vars äldsta avsnitt är från 1100-talets slut och från 1400-talet finns flera exempel, Vadstena klosters jordebok från omkring 1500, Arvid Trolles jordebok från 1490-talet och Erik av Pommerns från 1413. Gustav Vasa lät med början från tidigt 1530-tal upprätta årliga jordeböcker över sina och Kronans egendomar som i och med beslut på riksdagen 1624 även kom att uppta skatte- och frälsehemman. 1690 utökades listan med ytterligare egendomar och blev då ett fullständigt fastighetsregister. Nya större revideringar skedde 1825 och 1884.
När grundskatterna avskaffades i Sverige miste förteckningen det mesta av sin betydelse och beslut fattades 13 juni 1908 att ersätta dessa med jord- och stadsregistret (från 1917 fastighetsregistret). Uppläggandet av jordregistret färdigställdes 1931. Formellt ersattes jordeböckerna 1 juli 1936 av jordregistret, och jordebokssocknen ersattes då av en jordregistersocken.
Jordeboken förvarades i Kammarkollegium för hela riket och lantmäterikontoren för länen, med äldre i landsarkiven.
I Finland avskaffades jordebok genom lag 1953.

### Statliga jordeböcker

#### Ordinarie jordeböcker
De så kallade ordinarie jordeböckerna upprättades av Kronan och var liggare över jordegendomar med uppgifter om deras kamerala förhållanden mantal, grundskatt, rotering mm. De användes för att driva in rätt skatt från varje hemman. Ibland finns också uppgift om brukarens namn. Jordeboken upprättades av häradsskrivaren i tre exemplar. Dessa kan sägas vara våra äldsta fastighetsregister.

#### Geometriska jordeböcker
De så kallade geometriska jordeböckerna upprättades av Lantmäteriet från år 1630 till 1650 med syfte att ge en kartläggning av byar och hemman och deras ägor. Det var framförallt krono- och skattehemman som var intressanta. Man upprättade kartor över åker och äng och redogjorde för avkastning och andra förhållanden av ekonomisk natur. Huruvida den ursprungliga avsikten var att dessa kartor skulle ligga till grund för beskattning är oklar, men kartorna kan betraktas som föregångare till dagens ekonomiska kartor.

## Bilder
Stockholms stads jordebok; äldsta volymen för perioden 1420–1470 bevaras på Stockholms stadsarkiv

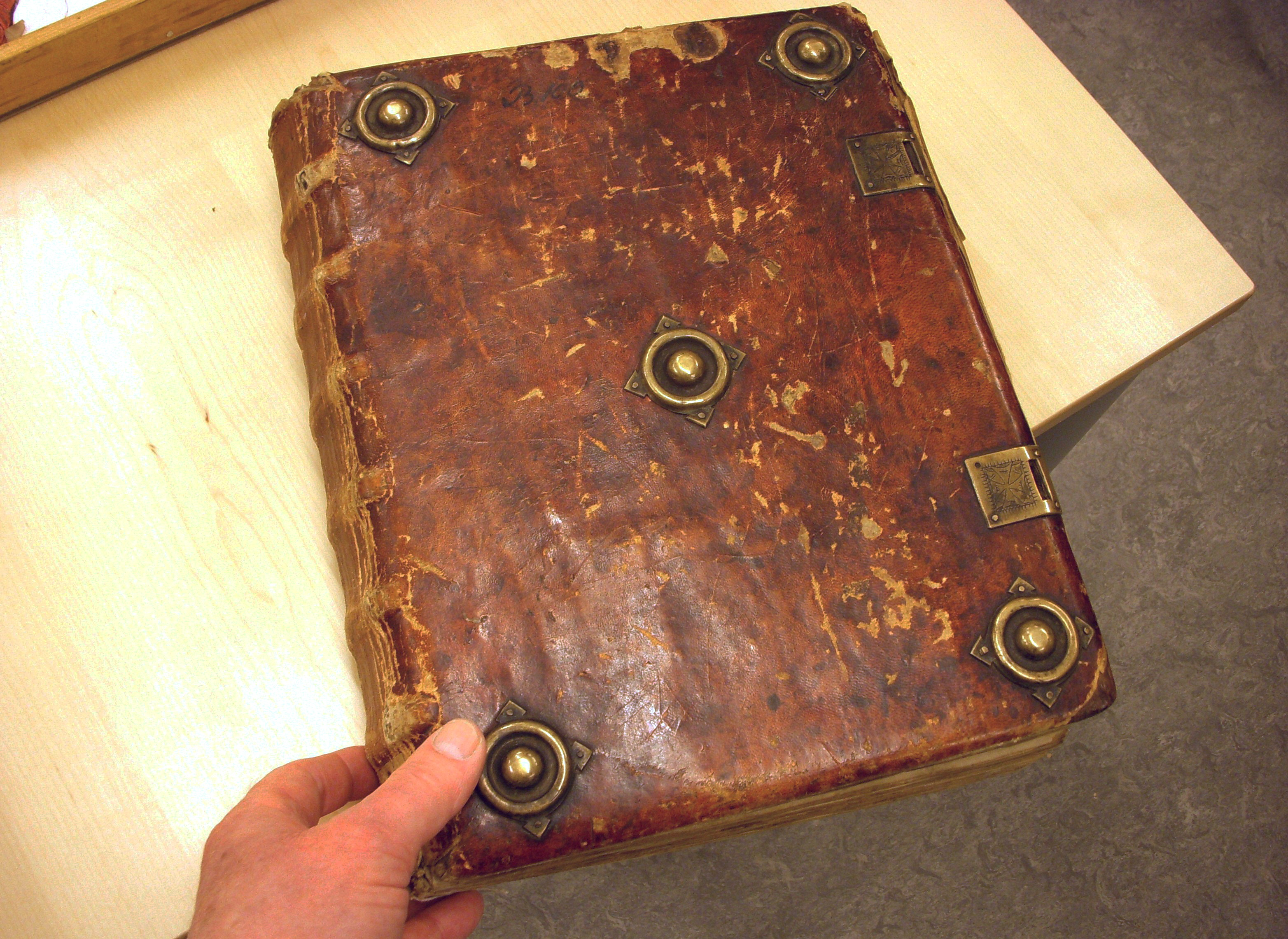
Pärmen
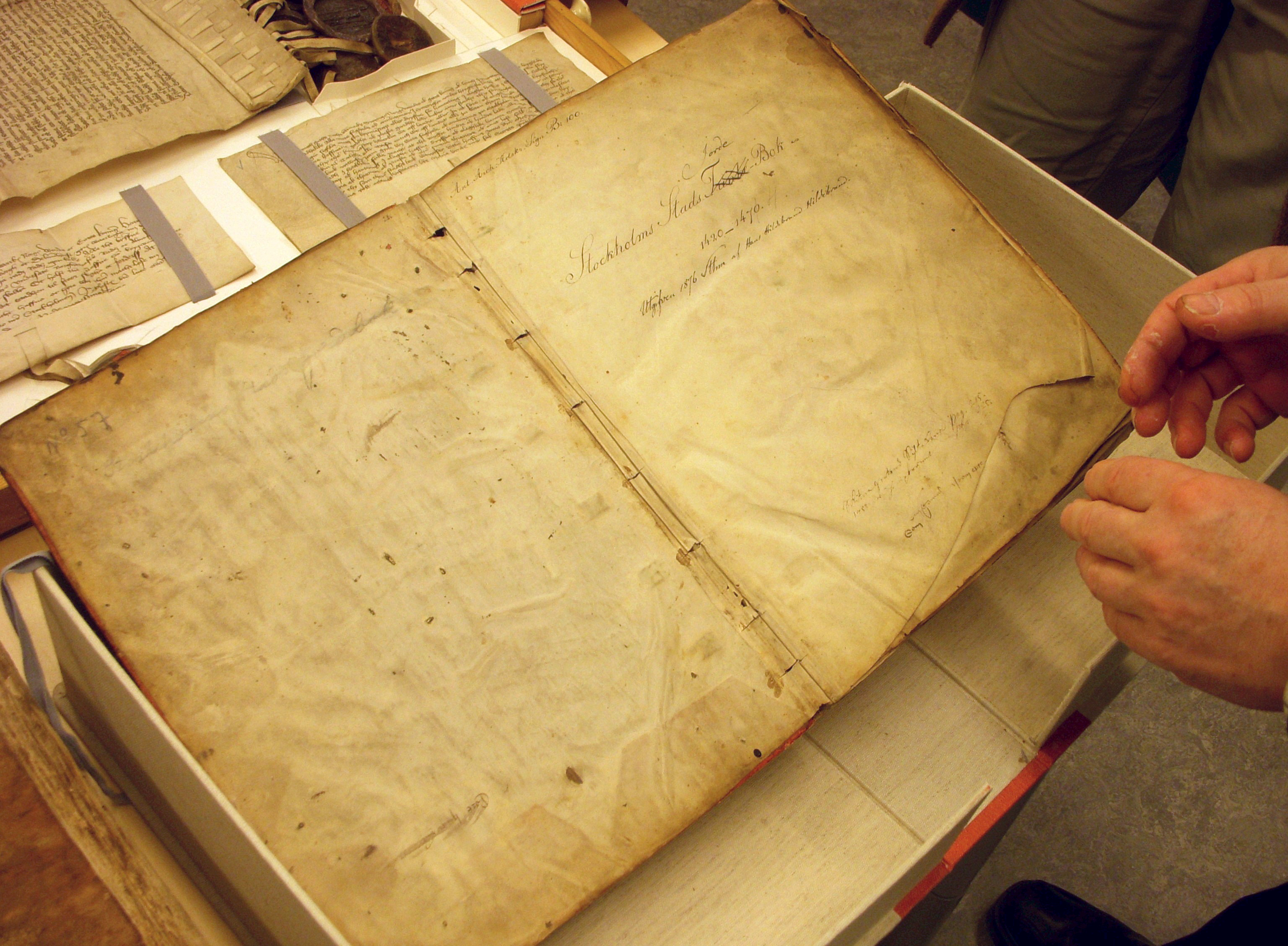
Första uppslaget
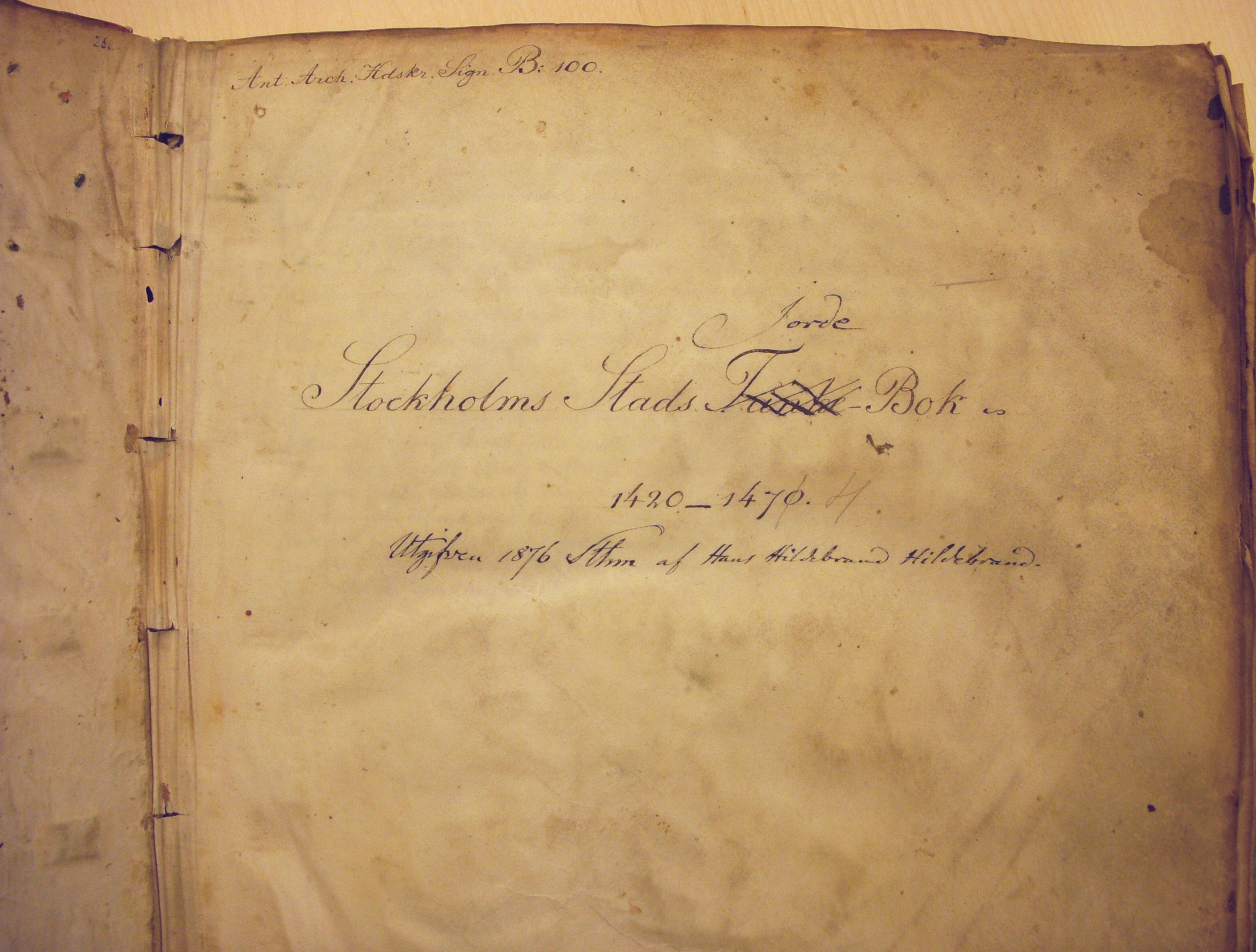
Försidan

### Uppslagsverk
- Bra Böckers lexikon. 1976.
- Nationalencyklopedin, uppslagsord ”Jordebok”. 1993.
- Jordebok i Uppslagsverket Finland (webbupplaga, 2012). CC-BY-SA 4.0